# Vrbica
Vrbica är ett vattendrag i Kroatien. Det ligger i den sydöstra delen av landet, 270 km söder om huvudstaden Zagreb.